# Élisée Bourely
Pour les articles homonymes, voir Bourely.
Paul-Élisée Bourely, né le 8 décembre 1867 à Vallon-Pont-d'Arc (Ardèche) et mort le 11 novembre 1919 à Neuilly-sur-Seine (Hauts-de-Seine), est un homme politique français.

## Biographie
- Député de l'Ardèche de 1905 à 1919 sous les couleurs du Parti républicain, radical et radical-socialiste puis de la Fédération des gauches.

- Sous-secrétaire d'État aux Finances du 21 janvier au 9 décembre 1913 dans les gouvernements Aristide Briand (3), Aristide Briand (4) et Louis Barthou
- Sous-secrétaire d'État aux Finances du 12 septembre au 16 novembre 1917 dans le gouvernement Paul Painlevé (1)

## Sources
- « Élisée Bourely », dans le Dictionnaire des parlementaires français (1889-1940), sous la direction de Jean Jolly, PUF, 1960 [détail de l’édition]